# Dudgeonea leucosticta
Dudgeonea leucosticta is een vlinder uit de familie van de Dudgeoneidae. De wetenschappelijke naam van de soort is voor het eerst geldig gepubliceerd in 1900 door Hampson.